# Gérard Calvi
Pour les articles homonymes, voir Calvi (homonymie) et Krettly.
Grégoire Élie Krettly, dit Gérard Calvi, né le 26 juillet 1922 à Paris et mort le 20 février 2015 dans la même ville, est un compositeur et chef d'orchestre français.
Il est l’auteur de plus de trois cents chansons, cinquante partitions de films, de comédies musicales et d’opéras-bouffes.

## Biographie

### Famille
Né Grégoire Élie Krettly, le 26 juillet 1922, Gérard Calvi est le fils du violoniste, compositeur et chef d'orchestre Robert Krettly et de Nelly Zeude,.

### Formation et débuts

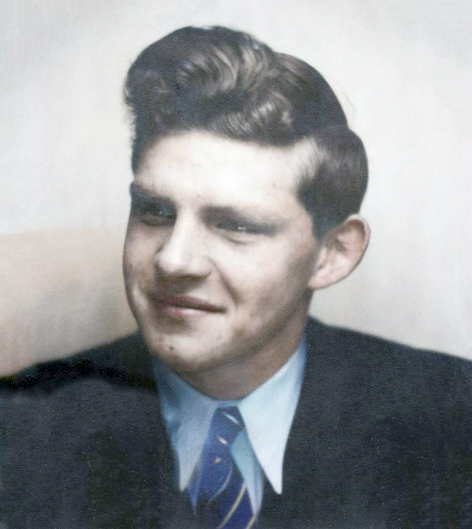
En 1941, il s'inscrit comme compositeur à la Sacem (photo colorisée).

Pendant la Seconde Guerre mondiale, à partir de 1941, il entame des études au Conservatoire national supérieur de musique de Paris. Il fait ensuite partie du 13e bataillon médical et de la musique de la 2e division blindée.[réf. souhaitée]
En 1945, il obtient le premier second prix au prestigieux concours du prix de Rome de composition musicale. 
En 1948, il est l'auteur de la musique pour les spectacles des Branquignols, troupe de Robert Dhéry et Colette Brosset à laquelle il reste fidèle plusieurs décennies.

### Carrière
Gérard Calvi a composé des musiques pour Édith Piaf (Le Prisonnier de la Tour, sur des paroles de Francis Blanche, 1946), Liza Minnelli et Frank Sinatra (Ce n'est qu'une chanson, 1954).
Au cours des années 1950-1960, ses compositions sont souvent, soit évocatrices et descriptives, soit fantaisistes voire parfois volontairement burlesques sur les violons, flûtes et autres instruments, mais de manière très étudiée, avec une pointe d'humour sur leur compositions ou chansons, dont Gérard Calvi est particulièrement friand. On retrouve cette approche dans d'autres ensembles de musique de variété de l'époque tels que Paul Bonneau, Pierre Duclos, Roger Roger ou André Popp. Ces musiques sont régulièrement jouées sur Radio-France.
Vers fin 1950-début 1960, il engage le saxophoniste Fausto Papetti dans son orchestre d'« ambiance », lui demandant d'effectuer quelques « notes » désaccordées divertissantes pour apporter une touche comique voulue par lui-même à ses compositions. Il signe plusieurs musiques des dessins animés d’Astérix (il est d'ailleurs caricaturé en chef d'orchestre dans l'album Astérix en Hispanie) et ainsi que celles des Minichroniques de René Goscinny. En 1967, il fait aussi la musique du « livre-disque » Le Menhir d'or.
Il enregistre un très grand nombre de disques microsillons 45 ou 33 tours. Parmi ceux de musique de variété figurent Le Bal chez Madame de Mortemouille, la musique du film Le Petit Baigneur avec Louis de Funès ou La Polka des menottes en 1959.
Gérard Calvi est également l'auteur de nombreuses œuvres symphoniques, de pièces pour solistes, de musique de chambre, d'opérettes (La Polka des Lampions en 1961 au théâtre du Châtelet avec Georges Guétary et Jean Richard, La Mélodie des Strapontins en 1984 à Nantes), de partitions pour le théâtre et le cinéma. Il compose aussi un opéra d’après la pièce de théâtre La Cantatrice chauve d'Eugène Ionesco, opéra créé en 2009.

### Sociétés musicales
Gérard Calvi est à plusieurs reprises président du conseil d’administration de la Société des auteurs, compositeurs et éditeurs de musique (Sacem) dont il est plus tard président d’honneur.
Il préside également l’Académie nationale de l’opérette (ANAO).

### Mort
Il meurt à l'âge de 92 ans le 20 février 2015 dans le 16e arrondissement de Paris,,,. Il est inhumé au cimetière du Montparnasse (division 12).

### Vie privée
Gérard Calvi a été marié à la comédienne Yvette Dolvia (1922-2014) avec qui il a eu deux enfants : le journaliste Yves Calvi et le photographe Jean-François Krettly. Le 18 décembre 1971, il épouse l'artiste-peintre Françoise Couleau, dite Planas de Font.

## Compositions

### Pour le théâtre
- 1948 : Les Branquignols : paroles Francis Blanche, premier spectacle au théâtre La Bruyère
- 1951 : Dugudu, spectacle des Branquignols, texte d'André Frédérique, théâtre La Bruyère
- 1952 : Bouboute et Sélection de Robert Dhéry, mise en scène Robert Dhéry, théâtre Vernet
- 1953 : Ah ! Les belles bacchantes de Robert Dhéry et Francis Blanche, mise en scène Robert Dhéry, théâtre Daunou
- 1954 : Jupon vole de Robert Dhéry, Francis Blanche, mise en scène Robert Dhéry, théâtre des Variétés
- 1955 : La Plume de ma tante de Robert Dhéry et Colette Brosset, paroles Francis Blanche et André Maheux (Ross Parker pour la version américaine), Garrick Theatre (Londres) (Londres) puis Royale Theater (Broadway) ; création de la version française en 1965 au théâtre des Variétés
- 1957 : Pommes à l'anglaise de Robert Dhéry et Colette Brosset, théâtre de Paris
- 1961 : La Polka des lampions, livret Marcel Achard, mise en scène Maurice Lehmann, théâtre du Chatelet
- 1962 : La Grosse Valse de Robert Dhéry, Colette Brosset, théâtre des Variétés
- 1971 : Vos gueules, les mouettes ! de Robert Dhéry, Françoise Dorin, Colette Brosset, théâtre des Variétés
- 1982 : Un amour de femme, livret et mise en scène Jean Meyer, paroles Michel Rivgauche, théâtre des Célestins
- 1983 : Si Guitry m'était chanté d'après Sacha Guitry, arrangements Gérard Calvi, mise en scène Jean-Luc Tardieu, Comédie de Paris
- 1984 : La Mélodie des strapontins de Pierre Tchernia, paroles Jacques Mareuil, direction musicale Gérard Calvi, mise en scène Jean-Luc Tardieu, théâtre Graslin (Nantes), opéra de Rennes, Le Havre, Caen, Orléans, Tours, Angers

### Pour le cinéma
(Filmographie partielle.)
- 1951 : L'Amant de paille de Gilles Grangier
- 1951 : Le Dindon de Claude Barma
- 1951 : Bertrand cœur de lion de Robert Dhéry
- 1952 : La Demoiselle et son revenant de Marc Allégret
- 1954 : Faites-moi confiance de Gilles Grangier
- 1954 : Ah ! les belles bacchantes de Jean Loubignac
- 1960 : Robinson et le Triporteur de Jack Pinoteau
- 1961 : La Belle Américaine de Robert Dhéry
- 1961 : La Famille Fenouillard d'Yves Robert
- 1963 : Carambolages de Marcel Bluwal
- 1963 : En compagnie de Max Linder de Maud Linder
- 1964 : Allez France ! de Robert Dhéry
- 1964 : La Cité de l'indicible peur de Jean-Pierre Mocky
- 1964 : La Tulipe noire de Christian-Jacque
- 1966 : Le Saint prend l'affût de Christian-Jacque
- 1967 : Deux billets pour Mexico de Christian-Jacque
- 1967 : Astérix le Gaulois de Ray Goossens
- 1967 : Les Compagnons de la marguerite de Jean-Pierre Mocky
- 1967 : Jerk à Istanbul de Francis Rigaud
- 1968 : Le Petit Baigneur[b] de Robert Dhéry
- 1968 : Astérix et Cléopâtre de René Goscinny et Albert Uderzo
- 1972 : À la guerre comme à la guerre de Bernard Borderie
- 1972 : Le Viager, de Pierre Tchernia
- 1972 : L'Œuf, de Jean Herman
- 1974 : Vos gueules, les mouettes ! de Robert Dhéry
- 1974 : Les Gaspards de Pierre Tchernia
- 1974 : Bons baisers... à lundi de Michel Audiard
- 1974 : C'est pas parce qu'on a rien à dire qu'il faut fermer sa gueule de Jacques Besnard
- 1976 : Les Douze Travaux d'Astérix de René Goscinny et Albert Uderzo
- 1988 : Bonjour l'angoisse de Pierre Tchernia

### Pour la télévision
- 1967 : Monsieur Cinéma , deuxième chaîne de l'ORTF (générique)
- 1967 : Deux Romains en Gaule de Pierre Tchernia
- 1971 : Robert Macaire de Pierre Bureau
- 1974 : Jo Gaillard de Christian-Jaque et Bernard Borderie, série télévisée, TF1
- 1975 : Le Tour du monde en 80 jours, comédie musicale écrite pour la télévision par Gérard Calvi, Jean Marsan et Jean Le Poulain, Antenne 2
- 1976 : Minichroniques de René Goscinny et Jean-Marie Coldefy
- 1977 : Le Passe-muraille de Pierre Tchernia
- 1979 : La Grâce de Pierre Tchernia
- 1980-1982 : Jeudi Cinéma / Mardi Cinéma, Antenne 2
- 1982 : Le Voyageur imprudent de Pierre Tchernia
- 1982 : La Nouvelle Malle des Indes de Christian-Jacque, TF1
- 1990 : L'Huissier de Pierre Tchernia

### Habillage sonore
- 1987 : indicatif sonore de France Info[13].